# Don Pramudwinai
Don Pramudwinai (thaï : ดอน ประมัตถวินัย ; RTGS : Don Poramatwinai) est un homme politique et diplomate thaïlandais né le 25 janvier 1950 à Bangkok.
Il est vice-ministre puis ministre des Affaires étrangères du premier et second gouvernement Chan-o-cha. En 2020, il devient par la même occasion vice-Premier ministre.